# Vénérand de Clermont
Pour les articles homonymes, voir Saint-Vénérand.
 Vénérand  (~ - 423) fut évêque de Clermont au Ve siècle. Il est reconnu comme saint par l'Église catholique romaine et l'Église orthodoxe. Il est fêté le 18 janvier ou le 24 décembre

## Biographie
Vénérand serait né au milieu du IVe siècle. Il était sénateur d’Auvergne et à la mort de saint Arthème, probablement en 385, il fut élu évêque d’Auvergne. C’est à cette époque que le siège de l’évêché fut déplacé à Clermont. On dit qu’il occupa un rang distingué dans l’Église mais on ne précise pas pour quelles raisons . Il mourut le 24 décembre 423 et eut pour successeur saint Rustique. On construisit une église dans l'enceinte du monastère de Saint-Allyre pour abriter son tombeau. La légende raconte que plusieurs miracles se produisirent par son intercession. Ses reliques furent transférées en 1311, dans l'église de Saint-Allyre.
Vénérand est fêté le 18 janvier.